# Anisocentropus
Anisocentropus är ett släkte av nattsländor. Anisocentropus ingår i familjen Calamoceratidae.

## Bildgalleri

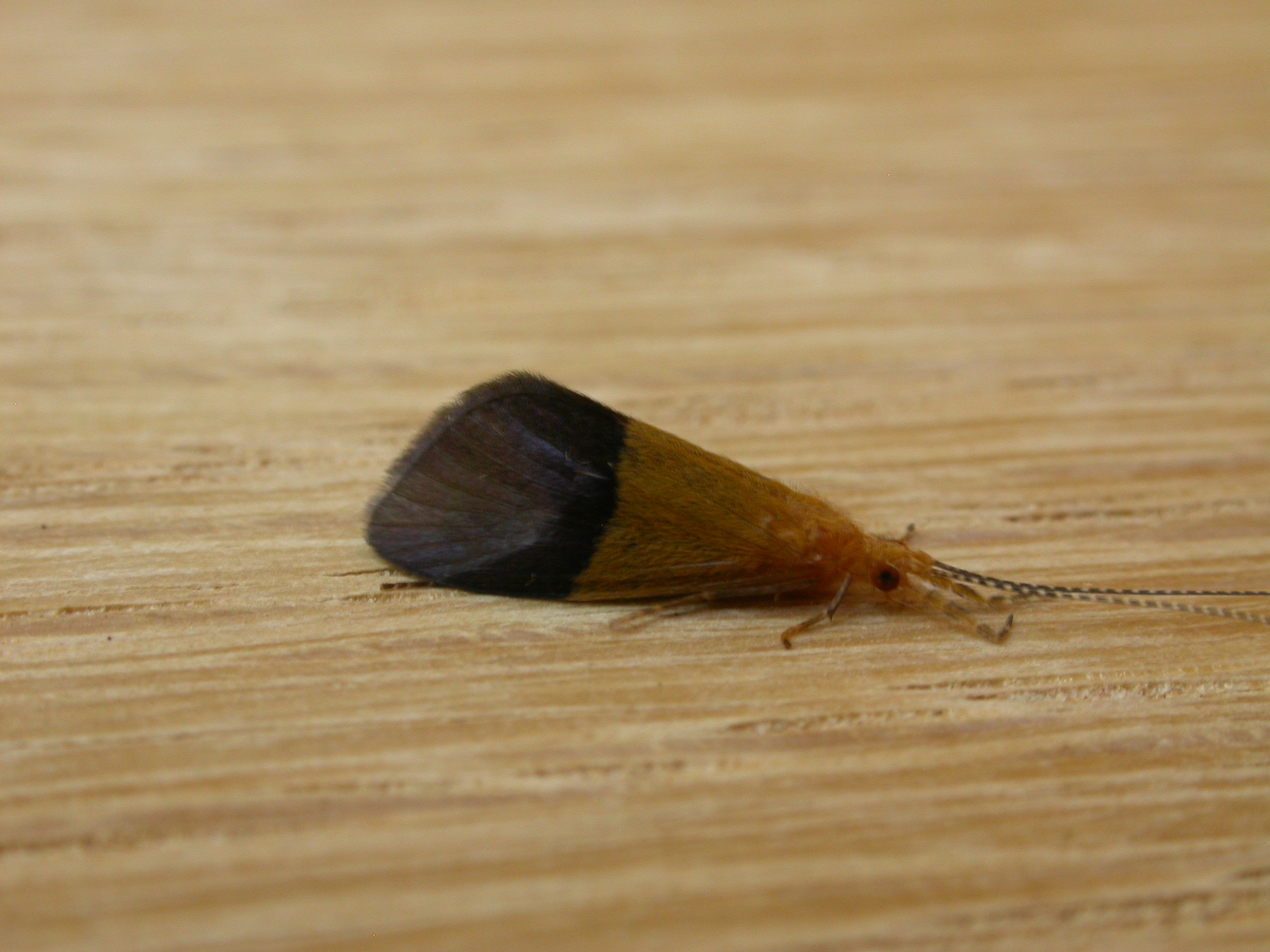

## Dottertaxa tillAnisocentropus, i alfabetisk ordning[1]
- Anisocentropus annulicornis
- Anisocentropus apis
- Anisocentropus bacchus
- Anisocentropus banghaasi
- Anisocentropus bellus
- Anisocentropus bicoloratus
- Anisocentropus brevipennis
- Anisocentropus brunneus
- Anisocentropus cameloides
- Anisocentropus corvinus
- Anisocentropus cretosus
- Anisocentropus croesus
- Anisocentropus diana
- Anisocentropus dilucidus
- Anisocentropus eungellus
- Anisocentropus fijianus
- Anisocentropus fischeri
- Anisocentropus flavomarginatus
- Anisocentropus fulgidus
- Anisocentropus fulvus
- Anisocentropus furcatus
- Anisocentropus golem
- Anisocentropus handschini
- Anisocentropus hyboma
- Anisocentropus illustris
- Anisocentropus immunis
- Anisocentropus insularis
- Anisocentropus io
- Anisocentropus ittikulama
- Anisocentropus janus
- Anisocentropus kempi
- Anisocentropus kirramus
- Anisocentropus krampus
- Anisocentropus latifascia
- Anisocentropus longulus
- Anisocentropus maclachlani
- Anisocentropus maculatus
- Anisocentropus magnificus
- Anisocentropus magnus
- Anisocentropus minutus
- Anisocentropus muricatus
- Anisocentropus nitidus
- Anisocentropus orion
- Anisocentropus pan
- Anisocentropus pandora
- Anisocentropus pictilis
- Anisocentropus piepersi
- Anisocentropus pyraloides
- Anisocentropus salsus
- Anisocentropus semiflavus
- Anisocentropus solomonis
- Anisocentropus torulus
- Anisocentropus triangulatus
- Anisocentropus tristis
- Anisocentropus ulmeri
- Anisocentropus usambarensis
- Anisocentropus valgus
- Anisocentropus voeltzkowi